# Godfried van Mierlo

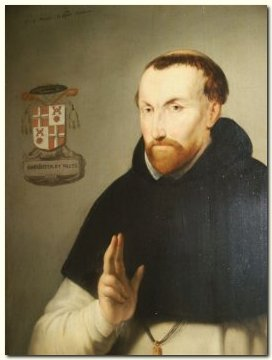
Godfried van Mierlo

Godfried van Mierlo OP (* 2. Februar 1518 in Mierlo; † 28. Juli 1587 in Deventer) war der zweite römisch-katholische Bischof von Haarlem.

## Leben
Van Mierlo trat am 22. Mai 1534 als Novize in das Dominikanerkloster zu ’s-Hertogenbosch ein. Nach einem Studium der Theologie kehrte er 1550 in sein Heimatkloster zurück, dem er zwei Jahre lang als Prokurator diente. Im Jahre 1552 wurde er zum Prior des St.-Andreas-Klosters in Utrecht gewählt, er übte das Amt bis 1559 aus. Am 27. Mai 1558 nahm er am Generalkapitel seines Ordens in Rom teil und wurde bei dieser Gelegenheit zum Magister promoviert. Dort knüpfte er auch den Kontakt zu Kardinal Michele Ghislieri, dem späteren Papst Pius V., der großen Einfluss auf ihn ausübte. In den Niederlanden wurde er am 15. April 1559 zum Ordensprovinzial für die niederdeutsche Ordensprovinz gewählt. Im Jahre 1561 reiste er nach Avignon, wo am 25. Mai jenes Jahres wiederum ein Generalkapitel zusammentrat, und es wird berichtet, dass van Mierlo den gesamten Weg zu Fuß zurücklegte. Margarethe von Parma schlug ihn 1562 für den Bischofssitz von Gent vor, doch wurde ihm ein anderer Kandidat vorgezogen. Kurz nachdem Nicolaas van Nieuwland 1569 als Bischof von Haarlem zurücktreten musste, wurde van Mierlo zu seinem Nachfolger bestimmt. Am 11. Februar 1571 empfing er in der St.-Paulus-Kirche zu Antwerpen die Bischofsweihe, und im Konsistorium vom 11. Dezember 1571 wurde seine Ernennung bestätigt.
Bereits im Oktober 1571 berief van Mierlo eine Diözesansynode ein und errichtete ein Domkapitel. Er sorgte dafür, dass die Beschlüsse des Konzils von Trient ausgeführt wurden, insbesondere kümmerte er sich um die Einkünfte aus den kirchlichen Vermögen und die Führung der Matrikelbücher.
Nachdem Haarlem im Verlauf des Achtzigjährigen Krieges am 3. Juli 1572 an Wilhelm von Oranien gefallen war und Truppen unter Nicolaas Ruychaver am 25. Juli die Stadt eingenommen hatten, floh van Mierlo in die Abtei Terkamere nahe Brüssel. Dort blieb er, bis Haarlem sich nach einer Belagerung 1573 den Spaniern ergeben musste. Van Mierlo kehrte am 13. Juli 1573 in die Bischofsstadt zurück. Im Jahre 1577 ging jedoch Haarlem wiederum an die „Geusen“ und van Mierlo musste am Abend des 29. Mai 1578 wiederum aus der Stadt fliehen. Diesmal kam er über Amsterdam, wo man ihm keine Zuflucht bieten konnte, nach Utrecht. Ende April und Anfang Mai 1579 befand van Mierlo sich in Rom, wo er Gregor XIII. über die Lage in den Niederlanden unterrichtete. Ein Testament von ihm, datiert auf den 23. September 1581, wurde in Bonn erstellt. Am 14. März 1582 wurde er als Weihbischof von Münster berufen. Nach 1584 weihte er auf Veranlassung des Erzbischofs von Köln Ernst von Bayern mehrere Kirchen im Münsterland.
Nachdem Deventer am 30. Januar 1587 wieder an die Spanier gefallen war, wurde van Mierlo dorthin beordert, um einige Kirchen neu zu weihen; er wird daher von einigen Quellen auch als Bischof von Deventer geführt. Am 28. Juli 1587 wurde er in Deventer Opfer einer Pestepidemie. Sein Grab in der St.-Lebuinus-Kirche wurde 1841 wiederentdeckt und 1985 restauriert.

## Werke
- Calendarium perpetuum secundum institutum fratrum Praedicatorum. Antwerpen 1566
- Statuta synodi diocesanae Harlemi publicata anno 1571.